# Straßenbahn Rom
Die Straßenbahn Rom ist das Straßenbahnsystem der italienischen Hauptstadt. Die Straßenbahn Roms fährt auf einer Spurweite von 1445 Millimetern, dem in Italien üblichen Maß. Das Netz ist mit 600 Volt Gleichspannung elektrifiziert und umfasst sechs Linien. Es galt einst als das größte Straßenbahnnetz Italiens. Nach zahlreichen Stilllegungen und nur bescheidenen Erweiterungen in den letzten Jahren kommt der Straßenbahn heute nur teilweise eine tragende Rolle im öffentlichen Verkehr Roms zu.

## Geschichte

### Anfänge
Die erste Pferdebahn (Tram a cavalli) verkehrte um 1877 auf der Via Flaminia zwischen dem Piazzale Flaminio und der Milvischen Brücke. Bald folgten andere Linien. Schließlich wurde jene erste Strecke 1890 zunächst nach dem bereits in den USA und Großbritannien angewandten seriellen System elektrifiziert, das sich jedoch nicht bewährte und bald wieder abgebaut wurde.
Ab 1895 fand das heute noch übliche Gleichstromsystem im Parallelbetrieb Anwendung. 1903 waren 13 Linien elektrifiziert, bis 1904 war das gesamte Netz elektrisch in Betrieb.
Im Jahr 1908 wurde das Nummernsystem für alle Linien eingeführt. Bis dahin war eine in vielen Städten Europas gebräuchliche Kennzeichnung der Linien mit Symbolen üblich. Zu diesem Zeitpunkt verkehrten 18 Linien.
In den folgenden Jahrzehnten schritt die Netzerweiterung relativ ungeordnet voran und passte sich der rasch ausdehnenden Stadt an. Dabei kam es zu parallelen und teilweise konkurrierenden Linienführungen verschiedener Gesellschaften. 1925 wurde von Linksverkehr auf Rechtsverkehr umgestellt. Die größte Ausdehnung erreichte das Netz 1929 mit 59 Linien und rund 400 Kilometern Strecken, auf denen 800 Triebwagen und 280 Beiwagen verkehrten.

### Überlandstrecken
Ab Ende des 19. Jahrhunderts wurden zahlreiche Hinterlandgemeinden rund um Rom durch Straßen- und Lokalbahnen erschlossen. Ziel war einerseits der Gütertransport von landwirtschaftlichen Produkten und Baumaterial in die Hauptstadt, andererseits dienten die Linien dem Ausflugs- und Thermalbäder-Verkehr der Städter. Aufgaben, die diese Strecken bis in die erste Hälfte des 20. Jahrhunderts und teilweise bis nach dem Zweiten Weltkrieg zufriedenstellend erfüllten, wodurch sie die Siedlungsentwicklung und Verstädterung der Umlandgemeinden wesentlich förderten. Dazu gesellte sich bald die Bereitstellung von Arbeitskräften aus diesen Orten, die vor allem in der Bauindustrie der rasch anwachsenden Hauptstadt Beschäftigung fanden.
Aus Kostengründen wurden die Strecken entlang bestehender Staats- und Provinzstraßen geführt, wodurch vor allem bei der Grundstück-Enteignung aber auch bei den Hochbauten Einsparungen erzielt werden konnten. Diese recht billige Streckenführung erlaubte oft nur geringe Geschwindigkeiten und führte mit Zunahme des Individualverkehrs zu Konflikten, die letztendlich die Einstellung der Strecken zur Folge hatte.
Während die Straßenbahnbetriebe nach Tivoli und in die Albaner Berge in Normalspur ausgeführt wurden, kam bei der Strecke nach Civita Castellana die Spurweite 1000 mm zur Anwendung, die damals für schmalspurige Straßenbahnen vorgeschrieben war. Auch die Anschlussstrecke nach Viterbo wurde, obwohl als Eisenbahn konzessioniert, in der gleichen Spurweite ausgeführt. Die Strecke nach Fiuggi wurde von Beginn an als Sekundärbahn geführt und deshalb in der dafür vorgeschriebenen Spurweite von 950 Millimetern ausgeführt.

#### Dampftramway Rom – Tivoli

##### Stadtverkehr
Termini–Verano auf der Linie nach Tivoli: Eröffnet als Pferdetramway 1879, ab 1904 elektrisch, 1927 in das Netz der städtischen Straßenbahn eingegliedert.

#### Überlandstraßenbahnen Castelli Romani
Als Vorläufer der Überlandstraßenbahnen Castelli Romani gilt die Dampftramway Roma–Marino, die 1880 zwischen Ciampino und Marino eröffnet wurde und nach Übernahme durch die TFE bis Portonaccio (heute Roma Tiburtina) verlängert wurde. Sie wurde bereits 1889 wieder eingestellt und die Trasse teilweise von der Eisenbahnlinie Ciampino–Albano–Marino weiterverwendet. Der Betrieb wurde bald durch die TFE übernommen, dieselbe Gesellschaft, die auch die Dampftramway nach Tivoli besaß und mit der bei Portonaccio auch eine betriebliche Verbindung bestand.

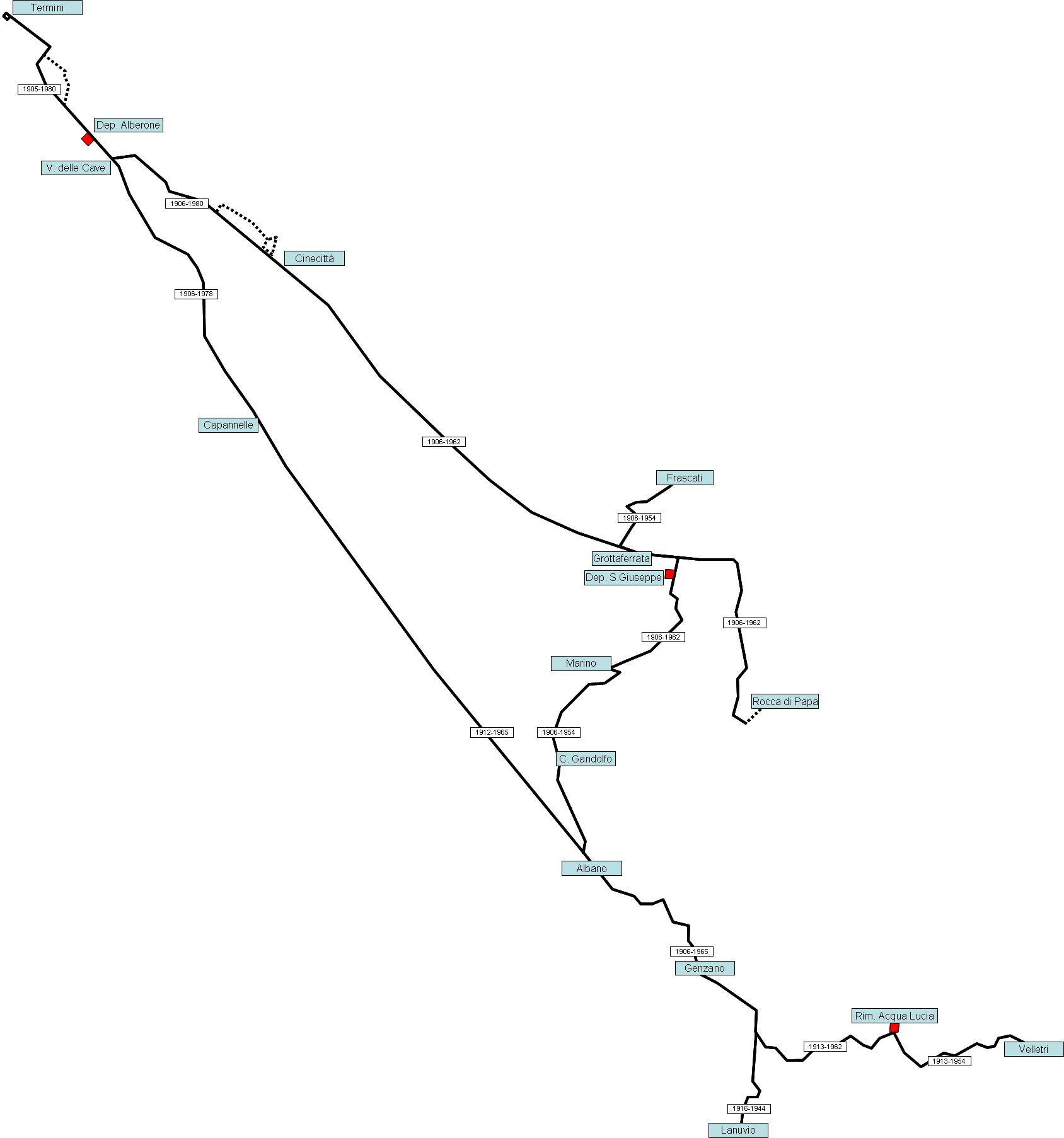
Streckenplan der Überlandstraßenbahnen der Castelli Romani

Auf Betreiben der französischen Gesellschaft Thomson-Houston, die 1898 den Auftrag zur Elektrifizierung der Eisenbahnstrecke Mailand – Varese – Porto Ceresio erhielt, wurde 1901 in Rom die Società delle Tramvie e Ferrovie Elettriche di Roma (STFER) gegründet. Ziel war die Errichtung eines elektrischen Straßenbahnnetzes, das die Castelli Romani an die Hauptstadt anschließen sollte. 1903 wurde die Stadtstrecke zwischen San Giovanni/Lateran und Via delle Cave mit Spurweite 1445 mm und 600/750-Volt-Gleichstrom eröffnet, die ab 1906 Frascati, Grottaferrata, Genzano und Valle Oscura, Talstation der Standseilbahn nach Rocca di Papa erreichte. Es folgen Erweiterungen nach Velletri und Lanuvio so wie eine direkte Linie entlang der Via Appia, die auch Albano Laziale und Marino besser anband.
In Rom wurde die Abfahrtstelle von San Giovanni zur Via Amendola beim Hauptbahnhof „Termini“ verlegt. Bis 1953 wurden die Stadtstrecken zweigleisig ausgebaut. Seine größte Ausdehnung erreichte das Netz 1914 mit 75 Kilometer Überland- und 15 Kilometer Stadtstrecke. Zwischen 1954 und 1963 wurden alle Überlandlinien eingestellt, während die Stadtstrecken noch bis 1978 bzw. 1980 bestanden und schließlich durch die Eröffnung der U-Bahn-Linie A ersetzt wurden. Die Linien der Castelli Romani waren stets gut frequentiert. In den ersten Jahrzehnten war es vor allem der Ausflugsverkehr zu den zahlreichen Weinlokalen (Fraschetta) in den für den Weinanbau bekannten Albaner Bergen, später in zunehmendem Maß der Pendlerverkehr aus den aufgrund der straßenbahnmäßigen Erschließung zu Vorstädten angewachsenen Orten. Güterverkehr gab es hier nicht.
Nach der Einstellung der Straßenbahn erfolgt heute die Verkehrserschließung neben dem Individualverkehr vor allem durch die Regionalbahn (Linie FR4) und die zahlreichen Buslinien, die an die U-Bahn-Endstelle Anagnina angebunden sind.

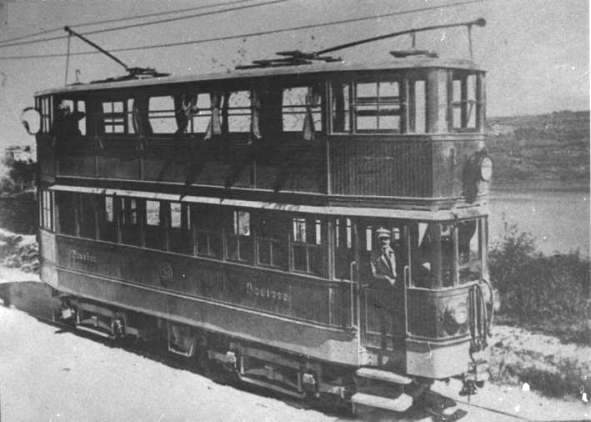
Doppelstocktriebwagen „Imperiale“ auf dem Netz der Castelli Romani

Bemerkenswert unter den Fahrzeugen waren die „Imperiale“, vierachsige Doppelstocktriebwagen, die ab Betriebseröffnung bis 1950 in Betrieb waren und ursprünglich auch 1. Klasse führten. 1938 erfolgte der Einsatz des weltweit ersten modernen Gelenkwagens nach dem Prinzip Urbinati, von dem insgesamt zwölf Fahrzeuge in Betrieb gingen. Zu den zahlreichen mit der ATAC baugleichen Fahrzeugen im Stadtverkehr (MRS und TAS) wurden ab 1960 noch vier gebrauchte Triebwagen der Straßenbahn Bologna und sechs der Straßenbahn Triest in Dienst gestellt.

##### Stadtverkehr
Termini–Capannelle und Cinecittà auf den Linien der Castelli Romani (von 1903 bis 1980)

#### Überlandstraßenbahn Roma – Civita Castellana – Viterbo
Die Bahnstrecke Roma Flaminio – Viterbo wurde als Überlandstraßenbahn entlang der Via Flaminia zunächst mit Gleisen in Meterspur errichtet und mit 6500 Volt, 25-Hertz-Einphasenwechselstrom elektrifiziert. 1913 erreichte die Bahn Viterbo. 1932 wurde die Strecke auf Normalspur umgespurt. Der Stadtverkehr ab 1913 verlief über die Strecke: Piazza della Libertà – Lungotevere Michelangelo – Viale delle Milizie – Viale Angelico – Milvische Brücke. Die schmalspurige Stadtstrecke der Straßenbahn wurde 1928 eingestellt.

#### Lokalbahn Roma – Fiuggi – Frosinone

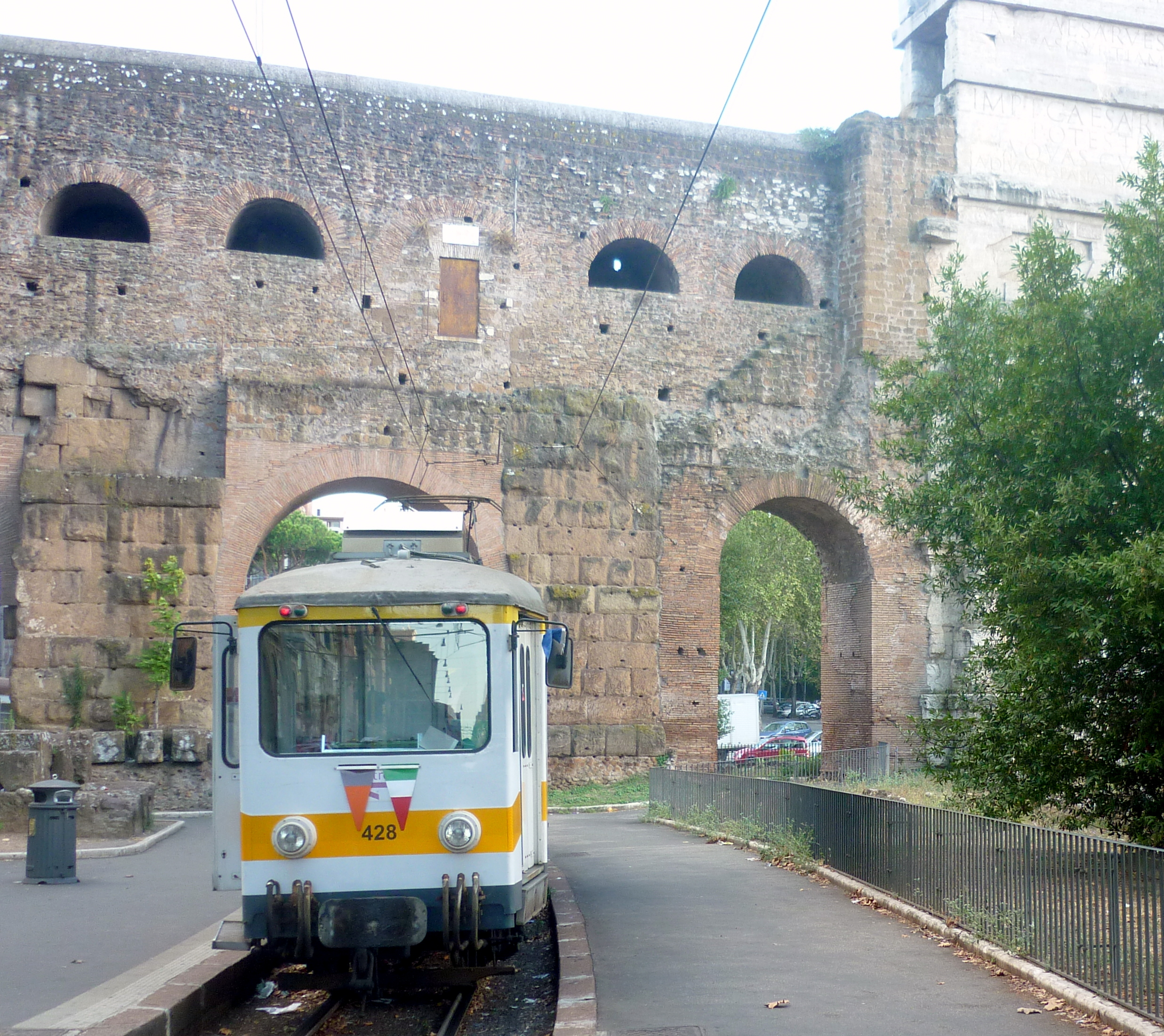
Lokalbahn an der Porta Maggiore, 2010

Die Lokalbahn Roma–Fiuggi–Alatri–Frosinone wurde 1916/1917 von der Società Ferrovie Vicinali (SFV) in Spurweite 950 Millimeter und elektrischem Betrieb errichtet. Anfangs fuhr sie mit 1650-Volt-Gleichstrom, heute mit 1500 Volt. Sie weist ein von der Straßenfahrbahn getrenntes Gleisbett auf, führt jedoch einen straßenbahnähnlichen Betrieb. Sie folgt innerhalb Roms der Via Casilina.
Folgende Strecken wurden gebaut:
- Roma (Termini/Piazza dei Cinquecento) – Fiuggi – Alatri – Frosinone (137,4 km)
- Güterstrecke Porta Maggiore – Scalo San Lorenzo (Güterbahnhof Staatsbahn)
- Centocelle – Piazza dei Mirti
- Zweigstrecke San Cesareo – Frascati (15 km)
- Stadtverkehr Fiuggi (4,5 km)
- Zweigstrecke Vico nel Lazio – Guarcino (3,4 km)

Seit 1941 wurde Betrieb von der STFER geführt, ab 1980 durch Acotral.
Ab 1927 wurde auf folgenden Strecken Stadtverkehr mit eigens dafür angeschafften vierachsigen Triebwagen betrieben:
- Termini – Piazza dei Mirti (Rom)
- Fiuggi Fonte – Fiuggi città (Fiuggi)
- Frosinone Madonna della Neve – Frosinone Staatsbahnhof (Frosinone)

Der Stadtverkehr in Rom wurde mit folgenden Intervallen geführt:
- Termini/Laziali – Piazza dei Mirti: 15 Minuten
- bis Torrenova: 30 Minuten
- bis Grotte Celoni: 45 Minuten

1982 wurde die kurze Zweigstrecke von Centocelle bis Piazza dei Mirti eingestellt. Bis 1984 wurden der Verkehr auf den Überlandstrecken eingestellt und nur der Stadtverkehr in Rom zwischen dem mittlerweile um 800 Meter zurückversetzten Endpunkt Roma Laziali und Pantano Borghese aufrechterhalten.
Im ehemaligen Bahnhof Colonna an der Via Casilina befindet sich ein Museum, das zahlreiche Fahrzeuge der Überlandstrecke und Erinnerungsstücke ausstellt.

### Netzreform 1930
Eine entscheidende Reform erfuhr das Netz 1930. So wurden am 1. Januar 1930 zahlreiche sich überlagernde Linien zusammengelegt und wegen der beschränkten Platzverhältnisse in den engen Gassen der Altstadt durch Omnibusse ersetzt. Dabei verschwand die Straßenbahn auch aus wichtigen Straßenzügen wie der Via Nazionale, dem Corso Vittorio Emanuele II und der Via Arenula. Ab 1937 bediente der Oberleitungsbus das Stadtzentrum. Da das Netz auf Grund dieser Entkernung in einen östlichen und westlichen Teil zerfiel, wurden zwei Ringlinienpaare eingerichtet, die beide Teilnetze miteinander verbanden. Die Ringlinien waren gegenüber den anderen Linien mit Buchstaben bezeichnet:
- CD: Circolare Interna Destra (dt.: Rechter Innenring [im Uhrzeigersinn])
- CS: Circolare Interna Sinistra (dt.: Linker Innenring [gegen den Uhrzeigersinn])
- ED: Circolare Externa Destra (dt.: Rechter Außenring [im Uhrzeigersinn])
- ES: Circolare Externa Sinistra (dt.: Linker Außenring [gegen den Uhrzeigersinn])

Alle 24 verbliebenen Radiallinien nahmen ihren Ausgang an den inneren Ringlinien.

### Niedergang

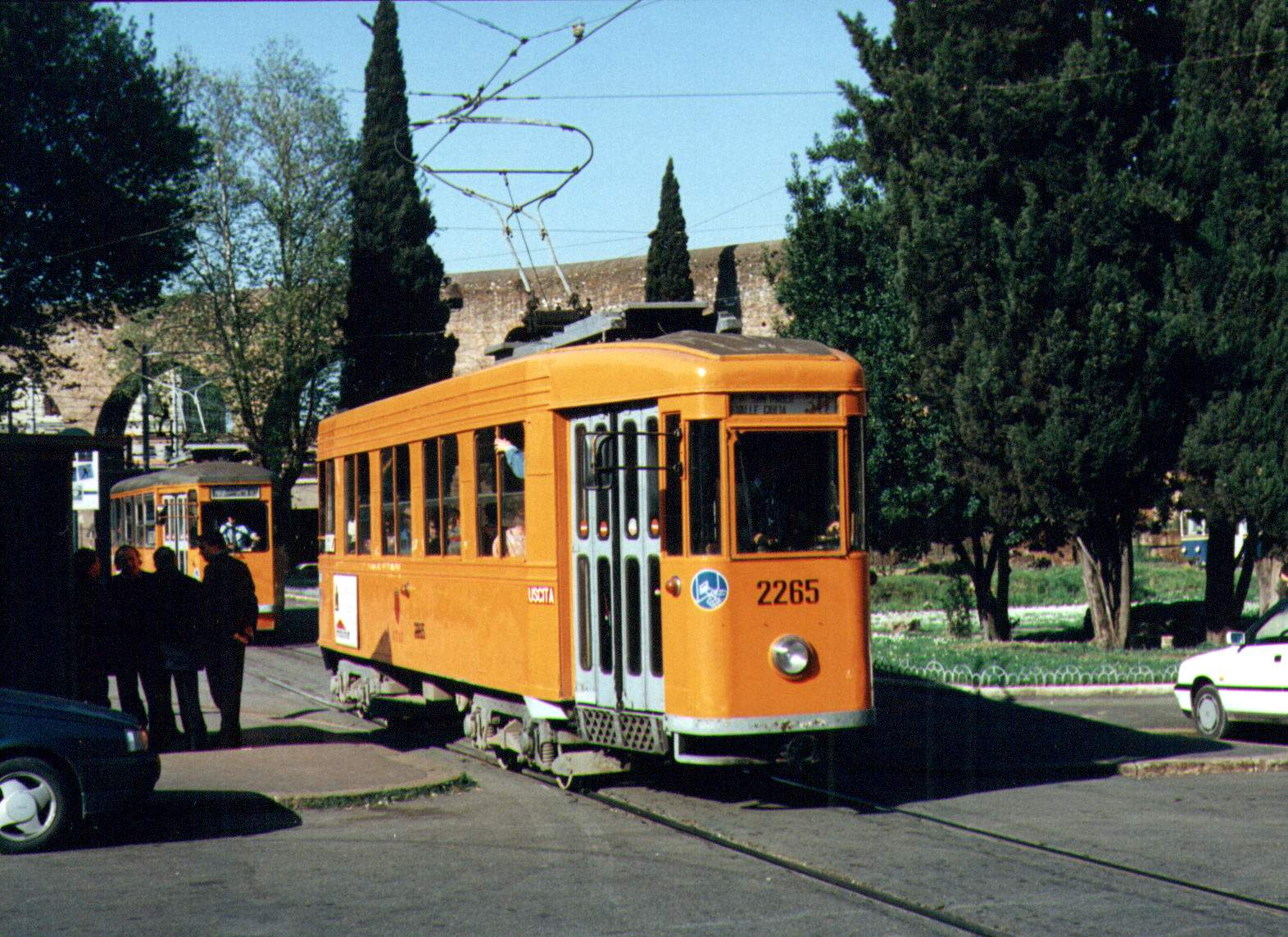
Ein Wagen der Linie 30 barrata, diese letzte römische Linie mit gestrichenem Liniensignal entfiel im Jahr 2000, Aufnahme 1993

Die zunehmende Konkurrenz der Autobusse und später der O-Busse führte ab 1935 zur Stilllegung einiger Strecken, die jedoch im Zweiten Weltkrieg aufgrund von Treibstoffmangel und Mangel an Ersatzreifen teilweise wieder rückgängig gemacht wurde.
Ab 1960 kam es, ganz im Trend mit den meisten europäischen Straßenbahnnetzen, zu massiven Streckenstilllegungen, teils weil die Straßenbahn als Behinderung für den Individualverkehr angesehen wurde, teils weil die Strecken nicht an die neuen Straßenunterführungen und Einbahnsysteme angepasst wurden. Von den ehemals vier Ringlinien blieb die Linie ED als einzige bestehen. Sie führte ab 1975 die Liniennummer 30. Ebenso blieben Investitionen in neue Fahrzeuge und in die Infrastruktur aus. Die Linienanzahl der ATAC-Straßenbahn schrumpfte von 23 im Jahr 1959 über 7 im Jahr 1967, bis 1973 schließlich nur mehr 4 Linien erhalten blieben. Das System drohte gänzlich zu verschwinden. Mit der massiven Netzreduzierung verschwanden außerdem die roten Liniennummern (1972), später auch die gestrichenen Liniensignale (2000).

## Gegenwart
Nach etwa 30 Jahren des Niedergangs wurde 1990 aus Anlass der Fußball-Weltmeisterschaft wieder eine neue Linie unter Einbeziehung bestehender Gleise und kurzer Neubaustrecken auf der Via Flaminia zwischen Piazzale Flaminio und der Milvischen Brücke (Piazza Mancini; Nähe Olympiastadion und Sportanlagen Foro Italico) eingerichtet. Die Linie bekam die Nummer 225, später 2. Neu ist vor allem das Verkehrskonzept: Die zahlreichen Buslinien, die bis dahin auf der Via Flaminia verkehrten, bekamen auf der Piazza Mancini eine neue Endstelle, an der auf die Straßenbahn umgestiegen werden kann. Diese führt als einziges Verkehrsmittel auf weitgehend eigenem Bahnkörper zum Stadtzentrum.
Nach dem gleichen Muster wurde 1998 die Linie 8 von Largo Argentina über die Viale Trastevere und den Circonvallazione Gianicolense bis Casaletto neu eingerichtet. Auch hier wurden bestehende Strecken einbezogen, nur der zentrale Abschnitt um die Via Arenula und ein kurzes Stück zur neuen Endstelle wurden neu errichtet. Auf der gesamten Strecke wurden die Gleise von der Kfz-Fahrbahn getrennt und teilweise durch Grünanlagen und Bepflanzungen von dieser abgegrenzt. Durch die neue Linie konnten zahlreiche Buslinien aus der Viale Trastevere und aus dem Zentrum zurückgezogen werden. Trotz anfänglicher Widerstände wurde die neue Linie von den Fahrgästen gut angenommen und hat den Komfort und die Reisezeit auf dieser Verbindung wesentlich verbessert. Im Juni 2012 wurde mit dem Bau einer etwa 400 Meter langen Verlängerung der Linie 8 über die Via delle Botteghe Oscure bis zur Piazza Venezia begonnen, die am 6. Juni 2013 eröffnet wurde.
Auf sechs Linien mit einem Streckennetz von 39 km befördert die Straßenbahn Rom rund 93 Millionen Fahrgäste pro Jahr. Das entspricht etwa der jährlichen Transportleistung der Straßenbahn München. Dennoch hat die Straßenbahn in Rom bei den erbrachten Personenkilometern aller öffentlichen Oberflächenverkehrsmittel (Straßenbahn, Oberleitungsbus Rom, Autobus) zurzeit nur einen Anteil von 15 Prozent. Die in den letzten zwanzig Jahren zögernd eingeschlagene Lösung, die Straßenbahn an Stelle von Bussen als Hauptträger des Oberflächenverkehrs in der Innenstadt einzusetzen und so die Verkehrsflüsse auf bestimmte Straßenzüge zu bündeln, hat sich als richtig erwiesen.

## Zukunftsperspektiven

### Frühere Pläne
Mögliche Erweiterungen betreffen neue Linien:
- Largo Argentina – Corso Vittorio Emanuele II – Porta Cavalleggeri – Stazione San Pietro – Via Gregorio VII – Cornelia – Via Pineta Sacchetti
- Tangentiallinie auf der Viale Palmiro Togliatti
- Piramide – Garbatella – Via del Caravaggio
- Bahnhof Trastevere – Viale Marconi
- Archeotram: eine Touristenlinie auf dem bestehenden Netz vom Kolosseum zur Porta San Paolo und weiter über eine Neubaustrecke bis zur Via Appia Antica.

Die Verwirklichung solcher Pläne scheiterte bisher am mangelnden politischen Willen der vergangenen und der gegenwärtigen Stadtverwaltung sowie an mangelnder Finanzierung, wodurch ein Fertigstellungstermin offen ist.
Am 8. Februar 2018 wurde bekannt, dass seitens der römischen Stadtverwaltung vorerst Mittel in Höhe von 5 Millionen Euro für eine neue aus städtebaulichen Gründen ohne Fahrleitung betriebene Straßenbahnstrecke quer durch die Innenstadt – von der Piazza Vittorio Emanuele über Via dello Statuto, Via Lanza und Via Cavour bis zum Largo Corrado – bereitgestellt würden. Auf der Webseite der städtischen Gesellschaft Mobilità Roma erscheint später (Stand 2024) eine Streckenführung von der Piazza Vittorio Emanuele bis zur Piazza Venezia. Diese neue Linie ist als Linie 4 bezeichnet und soll mit der Linie 8 verschmolzen werden und somit weiter in südwestlicher Richtung nach Trastevere führen.

### Aktuelle Vorhaben
Im April 2021 kündigte Bürgermeisterin Virginia Raggi das Projekt des Capitolinischen Straßenbahnsystems mit den eingangs herzustellenden Linien 1/1A an.
Im April 2022 wurde berichtet, dass die italienische Wirtschafts- und Entwicklungsagentur Invitalia zwei Aufträge vergeben habe
- um 138,5 Millionen Euro die Errichtung einer Straßenbahnstrecke Termini – Vatikan – Aurelio, eine Innenstadtquerung in Ost-West-Richtung.
- um 79,2 Millionen Euro die Herstellung einer Straßenbahnstrecke Subaugusta (Station an der Metrolinie A im Südosten der Stadt) –  Ponte Mammolo (Station an der Metrolinie B im Norden). Dabei handelt es sich um eine Tangentialstrecke in Nord-Süd-Ausrichtung am östlichen Stadtrand von Rom. Diese Linie erschließt auch die Station Togliatti der Metrolinie C.

Es wurde angegeben, dass beide Strecken bereits im Jahr 2026 fertiggestellt sein würden.

## Streckennetz
| Linie | Streckenverlauf | Länge   | Umsteigeknoten |
| ----- | --- | ------- | --- |

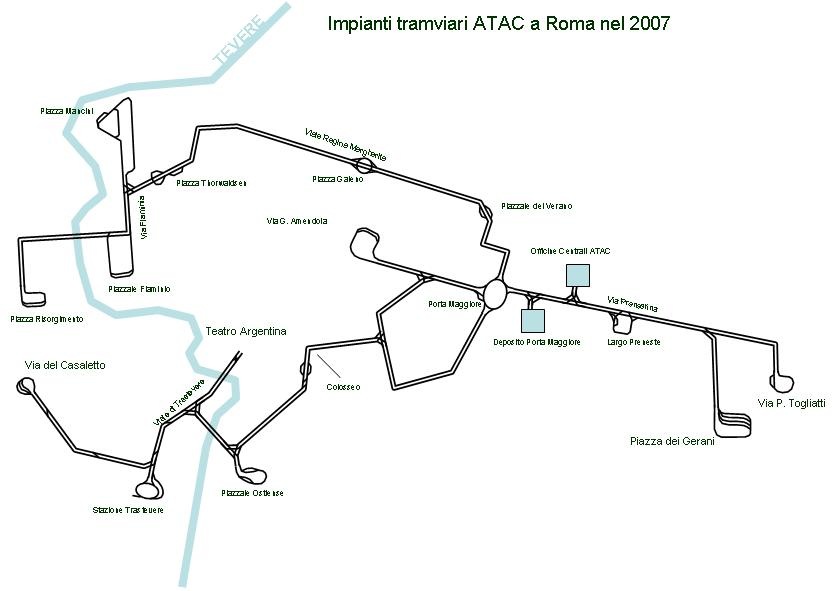
Gleisnetz der Straßenbahn in Rom 2007, mittlerweile gibt es an der Piazzale Flaminio (Linie 2) eine Stumpf-Endstelle, die auch hier Zweirichtungswagen (neben Linie 8) erfordern

| 2     | Piazza Mancini ↔ Piazzale Flaminio | 02,7 km | - Piazza Mancini: zahlreiche Buslinien (ATAC) - Flaminio: Metro A, Lokalbahn Rom – Civita Castellana – Viterbo |
| 3     | Piazza Thorvaldsen ↔ Porta Maggiore ↔ Piramide ↔ Bahnhof Trastevere (Die Linie wurde von 2004 bis 2012 aufgrund von Fahrzeugmangel mit Bussen betrieben. Am 27. August 2012 wurde der Straßenbahn-Betrieb bis zur Haltestelle Piazzale Ostiense und am 8. August 2016 bis zur Endhaltestelle Bahnhof Trastevere wieder aufgenommen.) | 13,3 km | - Policlinico: Metro B - Porta Maggiore: Lokalbahn Roma – Giardinetti, Tram 5, 14, 19 - San Giovanni: Metro A - Manzoni: Metro A - Colosseo: Metro B - Circo Massimo: Metro B - Piramide: Metro B, Bahnhof Porta San Paolo der S-Bahn Roma – Lido di Ostia, Bahnhof Roma Ostiense (S-Bahn Linien FL1, FL3, FL5) - Bahnhof Roma Trastevere: (S-Bahn Linien FL1, FL3, FL5) |
| 5     | Termini ↔ Porta Maggiore ↔ Piazza dei Gerani | 07,2 km | - Termini: Metro A und B, Hauptbahnhof Termini der Staatsbahn - Vittorio Emanuele: Metro A - Porta Maggiore: Lokalbahn Roma – Giardinetti, Tram 3, 14, 19 |
| 8     | Piazza Venezia ↔ Trastevere ↔ Via del Casaletto | 05,8 km | - Bahnhof Roma Trastevere: (S-Bahn Linien FL1, FL3, FL5) - Piazza Venezia: zahlreiche Buslinien (ATAC) |
| 14    | Termini ↔ Porta Maggiore ↔ Viale Palmiro Togliatti weitgehend gleicher Streckenverlauf wie Linie 5 | 07,5 km | - Termini: Metro A und B, Hauptbahnhof Termini der Staatsbahn - Vittorio Emanuele: Metro A - Porta Maggiore: Lokalbahn Roma – Giardinetti, Tram 3, 5, 19 |
| 19    | Piazza Risorgimento ↔ Porta Maggiore ↔ Piazza dei Gerani längste Linie im Netz, die mit fast allen Linien (außer Linie 8) gemeinsame Streckenabschnitte teilt | 14,3 km | - Policlinico: Metro B - Porta Maggiore: Lokalbahn Roma – Giardinetti, Tram 3, 5, 14 - Lepanto: Metro A - Ottaviano: Metro A - Piazza Risorgimento: zahlreiche Buslinien (ATAC) |

### Stadtstrecke ehemalige Lokalbahn Roma – Fiuggi (Tram Casilina)
Auf der verbliebenen Stadtstrecke der schmalspurigen Lokalbahn nach Fiuggi wird durch die Met.Ro ein straßenbahnähnlicher Betrieb geführt. Seit 1940 ist die Strecke bis Grotte Celoni zweigleisig. 2006 ging auch der neugebaute Abschnitt Grotte Celoni – Pantano zweigleisig in Betrieb. Dieser wurde bereits für den Umbau als Teil der U-Bahn-Linie C vorbereitet, jedoch noch mit 950-mm-Gleis ausgerüstet. Schon zwei Jahre später wurde der gesamte Abschnitt Giardinetti–Pantano dann wieder eingestellt, um die Umrüstung auf U-Bahn-Betrieb durchführen zu können. Im Jahr 2014 ist dieser Abschnitt dann als U-Bahn wiedereröffnet worden.

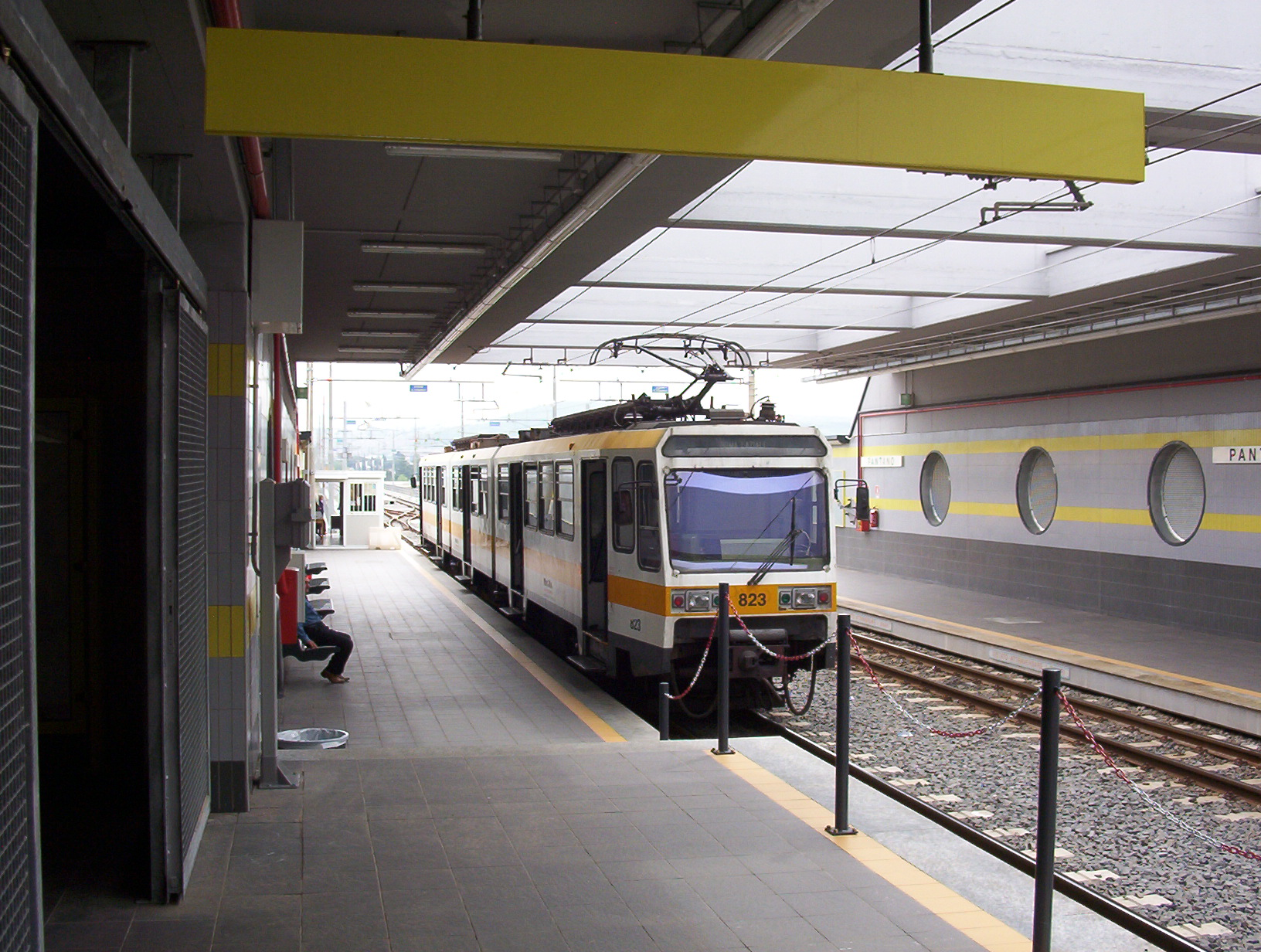
Die 2006 neu gebaute und mittlerweile auf U-Bahn-Betrieb umgerüstete Endhaltestelle Pantano Borghese, 2007

Bereits 1941 nach der Übernahme durch die STFER wurde geplant, die Strecke im Stadtbereich umzuspuren, mit den Überlandstraßenbahnen der Castelli Romani zusammenzulegen und auf einer Tunnelstrecke bis zu einer neuen Endstelle bei San Giovanni in Laterano zu führen. Zu diesem Zweck wurde ab 1946 mit dem Bau der Tunnelstrecke unter dem ehemaligen Militärflugplatz Centocelle begonnen, der jedoch 1949 unweit des Staatsbahnhofes Roma Casilina beendet wurde. Der Tunnel besteht noch heute, wurde jedoch nie befahren. Er wird zur Pilzzucht verwendet.
Zurzeit gibt es Überlegungen, den Schmalspurbetrieb gänzlich einzustellen und an dessen Stelle eine normalspurige Straßenbahn von Centocelle bis Porta Maggiore zu errichten, die dort in das Straßenbahnnetz münden soll. Die zwischen 1989 und 1999 in Dienst gestellten elf sechs- und achtachsigen Gelenkwagen wären damit überzählig.

## Betriebsgesellschaften

### TFE
Die mit belgischem Kapital gegründete Società Anonima dei Tramways e delle Ferrovie Economiche di Roma, Milano, Bologna, etc., kurz TFE oder Impresa Tramways erhielt 1877 die Konzession zur Errichtung einer Pferdebahn auf Via Flaminia. Bald wurden auch Dampfstraßenbahnen nach Tivoli und Marino von der FTE errichtet. Weitere Pferdebahnen in Rom folgten. Auch die Lokalbahn Milano–Saronno wurde von der gleichen Gesellschaft errichtet.
Dennoch entwickelten sich die betrieblich gegenüber dem Pferdeomnibus vorteilhaften Pferdebahnen zunächst nur sehr langsam, obwohl sie vom Publikum gut aufgenommen wurden. Grund dafür war eine recht restriktive Politik der Stadtgemeinde bei der Vergabe neuer Konzessionen, wahrscheinlich unter dem Druck der Lobby der zahlreichen bestehenden Omnibusgesellschaften, aber auch Bedenken, dass die Schienen das Straßenbild beeinträchtigen könnten. Die TFE wurde schließlich 1880 von der SRO übernommen.

### SRTO
Aus der 1880 gegründeten Società Romana Omnibus (SRO) entstand 1885 die Società Romana Tramways Omnibus, die verschiedene Omnibusgesellschaften übernahm und nun auch im Tramwaybereich tätig wurde. Sie bemühte sich, für 30 Jahre eine ausschließliche Konzession zur Errichtung und zum Betrieb von Pferdebahnen zu erwerben, die jedoch von der Gemeinde nur für fünf Jahre verliehen wurde. Gleichzeitig wurde der Gesellschaft jedoch garantiert, dass für 30 Jahre keine konkurrierende Konzession vergeben wird.
Bald wurden neue Linien zum ersten Bahnhof in Trastevere, zu St. Peter und nach San Giovanni in Laterano errichtet. Ab 1894 wurden die Linien der SRTO für elektrischen Oberleitungs-Betrieb eingerichtet. Im Zentrum wurden auch einige Streckenabschnitte mit Akkumulatoren-Wagen bedient, deren Betrieb jedoch von kurzer Dauer war. Die Linien wurden durch Signaltafeln mit verschiedenen Symbolen gekennzeichnet. 1902 eröffnete die SRTO eine Straßenbahnstrecke durch den neu errichteten Tunnel unter dem Quirinal. 1905 betrieb die Gesellschaft 17 Tramwaylinien mit 144 elektrischen Triebwagen.
Ab 1911 wurden einige Linien an die neu gegründete städtische Tramway-Gesellschaft AATM abgegeben. 1918 wurde die letzte Linie der SRTO eröffnet. Bis 1929 wurde die Gesellschaft mit dem kompletten Wagenpark von der städtischen Straßenbahn, nun ATAG, übernommen.

### STFER
Nach dem Zweiten Weltkrieg wurde die STFER der Stadt Rom übergeben. 1954 erhielt sie das Recht, die U-Bahn von Rom zu betreiben. 1970 kaufte sie die Bahnstrecke Rom Flaminio/Piazza del Popolo – Viterbo von der Società Romana Ferrovie del Nord (SRFN). 1976 verkaufte die STFER ihr Busnetz an die Azienda Tranvie ed Autobus del Comune di Roma (ATAC) und benannte sich in Azienda Consortile Transporti Laziali (Acotral) um.

## Fahrzeuge und Betriebsbahnhöfe

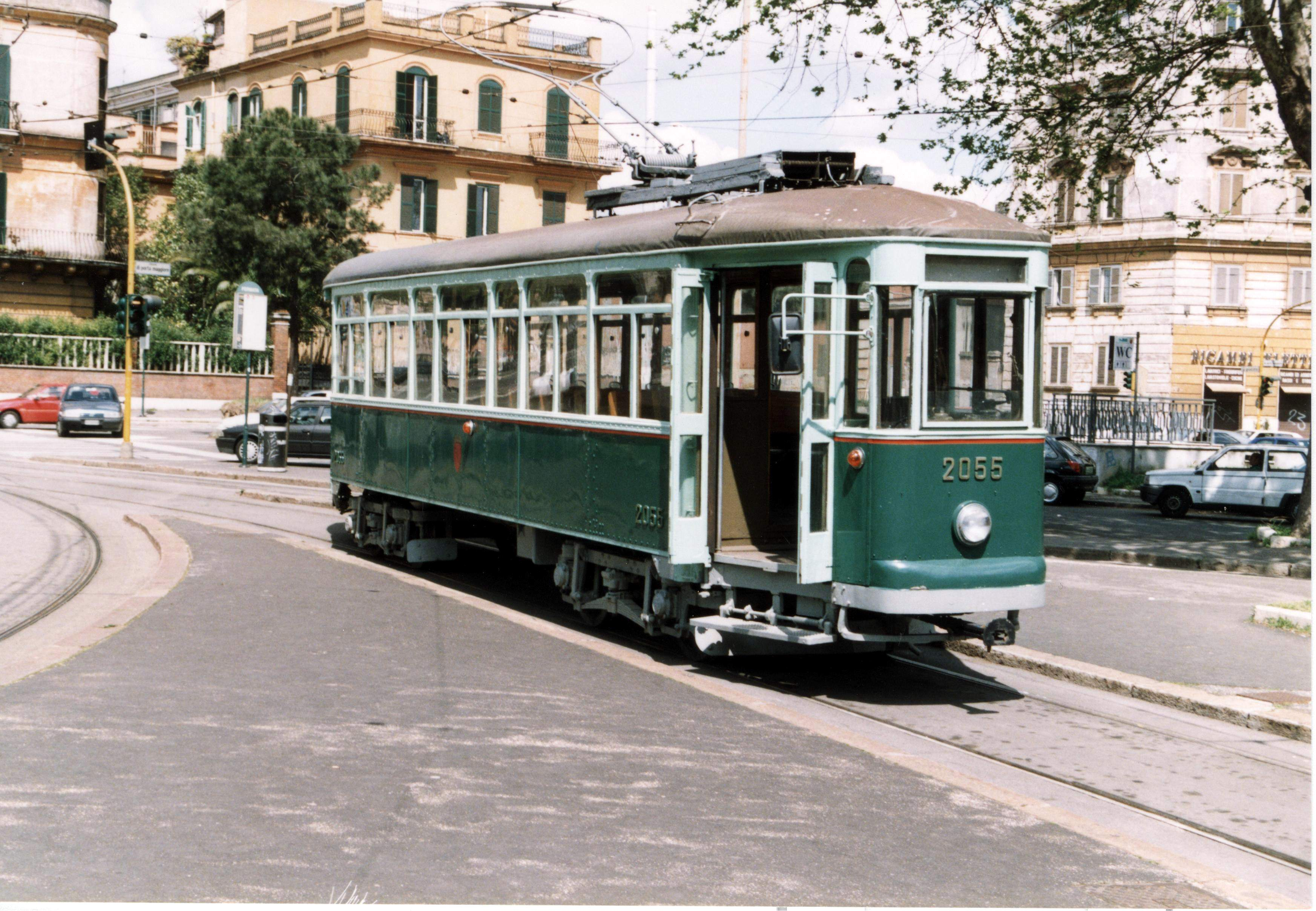
Wagen der Baureihe 2000 „Moto-Rimorchiata Saglio“ (MRS)

Die Fahrzeuge der Straßenbahn in Rom brachten zum Teil weltweite Neuerungen im Fahrzeugbau. Während die ersten Versuche eines elektrischen Betriebs nach dem seriellen System wenig erfolgreich waren, kamen bald die damals in Europa bewährten üblichen zweiachsigen Triebwagen mit Plattformen und Holzkastenaufbau sowie parallelem Gleichstromantrieb zur Anwendung. Ebenso wurden zweiachsige Beiwagen angeschafft.
Um das Fassungsvermögen zu verbessern und gleichzeitig Personal zu sparen, wurde ab Ende der 1920er Jahre mit der Einführung vierachsiger Einrichtungs-Einzeltriebwagen (Serie MRS) begonnen, die in ihrer Art bereits in Amerika erfolgreich waren. Es wurden mehrere Serien dieses damals modernen Wagentyps von Carminati & Toselli bzw. Officine Meccaniche Milano mit elektrischer Ausrüstung von General Electric beschafft. Diese Triebwagen hatten auf der rechten Seite vorn und hinten je eine breite, pneumatisch betriebene, nach außen öffnende vierteilige Falttür. Innen hatten die mit Fahrgastfluss von hinten nach vorn betriebenen Wagen im hinteren Bereich einen einfach gestalteten Schaffnerplatz und längs angebrachte Holzbänke, im vorderen Bereich waren zu beiden Seiten Einzelsitze quer aufgestellt.
In den 1930er Jahren wurden 50 zweiachsige Trieb- und Beiwagen mithilfe eines „schwebenden“ Mittelteils zu dreiteiligen Gelenkwagen umgebaut und als Typ MATER in Dienst gestellt. Sie waren als Due stanze cucina (Zimmer Küche Kabinett) bekannt.
Der entscheidende Durchbruch kam 1938 mit dem ersten modernen Gelenktriebwagen-Typ Urbinati, die auf den Strecken der STEFER zum Einsatz kamen. Ab 1948 wurde ein modifizierter Typ als TAS (Serie 7000), gebaut bei O.M.S. Stanga mit elektrischer Ausrüstung von BBC, auf dem Netz der ATAC in Dienst gestellt. 1947 experimentierte man mit Niederflurwagen mit Einzelradaufhängung – Hersteller Caproni, genannt Bassotte, was sowohl Dackel als auch „kleiner Typ“ bedeutet. Es kam jedoch nur zu zwei Prototypen, die bald nach Mailand verkauft wurden.
Ab 1957 kamen 20 vierachsige Triebwagen der Serie 8000 als „all electric“, also ohne pneumatische Bremsen oder Türsteuerung, in Betrieb, deren Konstruktion an die amerikanischen PCC-Wagen angelehnt war. Hersteller war O.M. Milano / FIAT. Die Holzaufbauten einiger MRS-Wagen wurden durch Metallteile und neue Inneneinrichtungen modernisiert, wobei der einfache Schaffnerplatz neben dem Einstieg am Heck erhalten blieb.
Ab 1990 wurde der Wagenpark durch Niederflur-Gelenkwagen verschiedener Bauarten erneuert bzw. ergänzt, dennoch reichen diese Wagen nicht zur Bedienung aller Linien aus. So wurde von 2004 bis 2012/16 ein Teil der Linie 3 mit Stadtbussen der ATAC betrieben.
Im Oktober 2023 wurden bei CAF 40 fünfteilige Zweirichtungsfahrzeuge des Modells Urbos mit zwei Optionen, die jeweils 66 und 15 weitere Fahrzeuge beinhalten, bestellt, welche sowohl der Ablösung der vorhandenen Hochflurfahrzeuge als auch zur Abdeckung zukünftiger Netzausbauten dienen sollen, wobei das Auftragsvolumen 457 Mio. € beträgt. Die Auslieferung der Fahrzeuge, die 33,5 Meter lang sein und über eine Kapazität von 215 Fahrgästen verfügen sollen, soll ab 2025 stattfinden. Als erste Teileinlösung der Optionen wurden im Oktober 2024 weitere 20 Fahrzeuge bestellt.

### Gegenwärtiger Fahrzeugpark
| Typ        | Nummern                  | Anzahl | Hersteller                | Bauart      | Beschreibung                | niederflurig | Achsen | Länge | Breite | Baujahre        | Bemerkungen | Bild |
| ---------- | ------------------------ | ------ | ------------------------- | ----------- | --------------------------- | ------------ | ------ | ----- | ------ | --------------- | --- | ---- |
| TAS        | 7001–7115 (nur ungerade) | 56     | O.M.S. Stanga             | Einrichter  | Gelenkwagen, zweigliedrig   | nein         | 6      |       |        | 1948/1949       | verkehren nicht auf den Zweirichtungslinien 2 und 8, acht Wagen 1989 gebraucht von STEFER übernommen           |      |
| Socimi     | 9001–9041                | 41     | Socimi, AEG               | Zweirichter | Gelenkwagen, dreigliedrig   | partiell     | 6      | 21 m  | 2,3 m  | 1990–1992; 2003 | fünf Wagen 2003 nachgeliefert                                                                                  |      |
| Cityway I  | 9101–9128                | 28     | FIAT Ferroviaria / Alstom | Zweirichter | Gelenkwagen, fünfgliedrig   | partiell     | 8      | 31 m  | 2,4 m  | 1998–1999       | |      |
| Cityway II | 9201–9252                | 52     | FIAT Ferroviaria / Alstom | Zweirichter | Gelenkwagen, siebengliedrig | durchgehend  | 8      | 33 m  | 2,4 m  | 1999–2004       | zwei Fahrzeuge (9217, 9218) ursprünglich neunteilig, Einsatz erst nach Rückbau auf sieben Wagenteile 2013/2014 |      |

### Museumsfahrzeuge
- Zweiachsiger Triebwagen 907

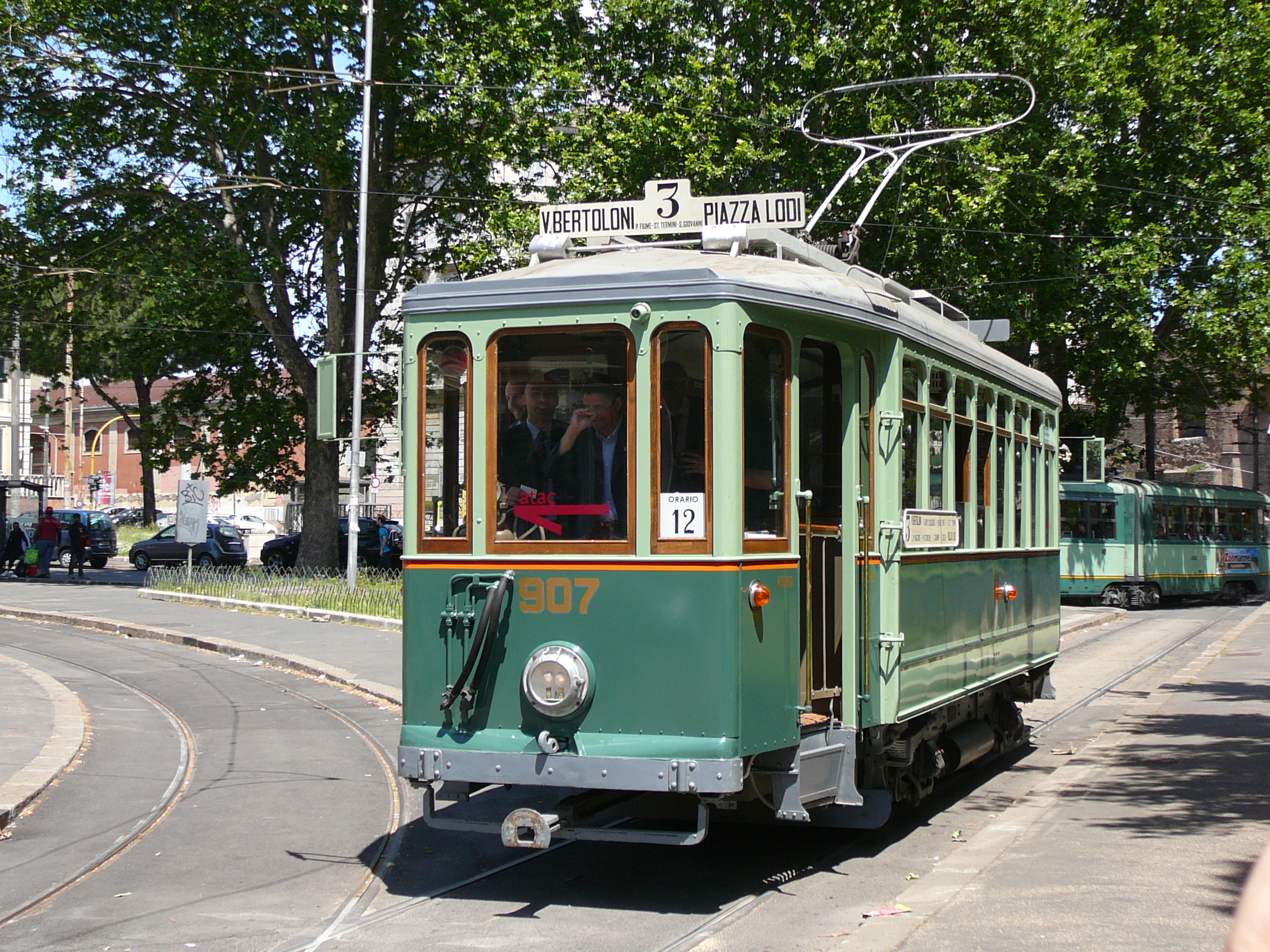
Triebwagen 907 im Jahr 2014

Dieses Fahrzeug steht im Eigentum des Vereines GRAF (Verein der Eisenbahnfreunde), wurde in den letzten Jahren aufwändig restauriert und kann für Sonderfahrten gemietet werden.
- Vierachsige Einrichtungs-Triebwagen Typ MRS 2035, 2047 und 2137
- Gelenkwagen TAS 7115
- Gelenkwagen 404 Urbinati (STEFER)

### Betriebshöfe
Für das Gesamtnetz stehen je ein Betriebshof (Porta Maggiore) und eine Hauptwerkstätte (Via Prenestina) zur Verfügung. Beide befinden sich nahe nebeneinander im Osten der Stadt.

## Straßenbahn im Film
Die Filmstudios von Cinecittà haben Rom zur Hauptstadt des italienischen Filmschaffens gemacht. In zahlreichen Filmen sind Szenen mit Straßenbahnwagen zu sehen: 
- Diebe haben’s schwer 1958 (achtfenstrige Zweiachser, TAS, all electric)
- Rom, offene Stadt 1945 (Lokalbahn Roma–Fiuggi)
- Fahrraddiebe 1948 (achtfenstrige Zweiachser)
- Umberto D. 1949 (MRS)
- Totò e Marcellino 1958 (Doppelstocktriebwagen der Überlandstraßenbahnen Castelli Romani)
- Io, Chiara e lo scuro 1982 (MRS)
- Tre uomini e una gamba 1997 (MRS)
- Il ferroviere 1956 (zweiachsige Triebwagen und Beiwagen)
- Fellinis Roma 1972 (MRS und Tramwaylokomotive)
- Intervista 1987 (MRS der STEFER)